# Cólera
A cólera é uma infecção do intestino delgado por algumas estirpes das bactérias Vibrio cholerae. Os sintomas podem variar entre nenhum, moderados ou graves. O sintoma clássico é a grande quantidade de diarreia aquosa com duração de alguns dias. Podem também ocorrer vómitos e cãibras musculares. A diarreia pode ser de tal forma grave que em poucas horas provoca grave desidratação e distúrbio eletrolítico. Isto pode levar a que os olhos se afundem nas órbitas, à diminuição de elasticidade da pele e ao enrugamento das mãos e dos pés. A desidratação pode ainda provocar a coloração azulada da pele. A manifestação de sintomas tem início entre duas horas e cinco dias após a infecção.
A cólera é causada por uma série de tipos da bactéria Vibrio cholerae. Determinados tipos dão origem a formas mais graves da doença do que outros. A doença transmite-se principalmente através da água e de alimentos contaminados com fezes humanas com presença das bactérias. O marisco mal cozinhado é uma das principais fontes de cólera. Os seres humanos são o único animal afetado. Os fatores de risco incluem saneamento insuficiente, escassez de água potável e a pobreza. Existe o receio de que a subida do nível do mar irá aumentar a prevalência da doença. A cólera pode ser diagnosticada através da análise das fezes. Estão disponíveis testes rápidos com tiras reagentes, mas a sua precisão é menor.
A prevenção envolve a melhora das condições de saneamento e do acesso a água potável. A vacina contra a cólera, administrada por via oral, oferece proteção razoável por um período de seis meses, protegendo também contra outro tipo de diarreia causado por E. coli. O tratamento de primeira linha é a terapia de reidratação oral, em que os líquidos perdidos são repostos por soluções salinas e ligeiramente doces. São preferidas soluções à base de arroz. A suplementação com zinco é útil em crianças. Em casos graves da doença pode ser necessária a administração de líquidos por via intravenosa com, por exemplo, solução de Ringer. Os antibióticos podem ser benéficos. Os exames para determinar a que antibiótico é que a cólera é suscetível ajudam a seleção.
Estima-se que a cólera afete 3–5 milhões de pessoas em todo o mundo e tenha sido a causa de 58 000–130 000 mortes em 2010. Embora atualmente seja considerada uma pandemia, a doença é rara em países desenvolvidos. As crianças são o principal grupo etário afetado. A cólera ocorre tanto em surtos como de forma endémica em determinadas regiões. As áreas em maior risco são a África e o sudeste asiático. Embora o risco de morte entre as pessoas infetadas seja geralmente inferior a 5%, em alguns grupos sem acesso a tratamentos pode chegar aos 50%. Os primeiros registos de descrição da cólera, em sânscrito, datam do século V a.C.. O estudo da doença por John Snow entre 1849 e 1854 levou a progressos significativos no campo da epidemiologia.

## Sinais e sintomas
A incubação é de cerca de 2 horas a cinco dias. Após esse período, a maioria das pessoas tem uma diarreia suave e nada mais, mas pode haver uma diarreia aquosa e serosa, como água de arroz.
As perdas de água podem atingir os 20 litros por dia, com desidratação intensa e risco de morte, particularmente em crianças. Como são perdidos, na diarreia, sais, assim como água, beber água doce ajuda mas não é tão eficaz como beber água com um pouco de sal. Todos os sintomas resultam da perda de água e eletrólitos.
- Diarreia volumosa e aquosa, tipo água de arroz, sempre sem sangue ou muco (se contiver estes elementos trata-se de disenteria).
- Dores abdominais, tipo cólica.
- Náuseas e vômitos.
- Hipotensão com risco de choque o (perda de volume sanguíneo) fatal, é a principal causa de morte na cólera.
- Taquicardia: aceleração do coração para responder às necessidades dos tecidos, com menos volume sanguíneo.
- Anúria: micção inferior a 100 mililitros por dia, devido à perda de líquido.
- Hipotermia: a água é um bom isolante térmico e a sua perda leva a maiores flutuações perigosas da temperatura corporal.

Em casos mais graves, pode apresentar:
- Câimbras
- Perda de peso intensa
- Olhos turvos (olhos fundos com olhar parado e vago)
- Perda do tugir da pele (mãos de lavadeira")
- Prostração
- Sede
- Perda de Voz

## Causa
O vibrião da cólera é Gram-negativo e tem a forma de uma vírgula com cerca de 1-2 micrómetros. Possui flagelo locomotor terminal. Estes vibriões, tal como todos os outros, vivem naturalmente nas águas dos oceanos, mas  o seu número é tão pequeno que não causam infecções.
O vibrião é ingerido com água suja e multiplica-se localmente no intestino delgado proximal. Causa diarreia aquosa intensa devido aos efeitos da sua poderosa enterotoxina. Esta toxina tem duas porções A e B (toxina AB). A porção B é especifica para receptores presentes na membrana do enterócito, causando a sua endocitose (englobamento e internalização pela célula). A porção A, é a toxina propriamente dita, ela atua causando uma ADP-ribosilação na subunidade catalítica da proteína G, impedindo sua capacidade de hidrolisar o GTP ligado a ela, o que leva a uma superativação da enzima adenilato ciclase e provoca um aumento abrupto dos níveis de AMPc intracelulares. O AMPc é um mediador que se liga à proteocinase A, que, por sua vez, ativa outras proteínas que afetam os canais de cloro, provocando a secreção de cloro, sódio e água associada descontrolada pela célula no lúmen intestinal. O vibrião não é invasivo e permanece no lúmen do intestino durante toda a progressão da doença.
A cólera é uma infecção intestinal aguda causada pelo Vibrio cholerae, que é uma bactéria capaz de produzir uma enterotoxina que causa diarreia.  Apenas dois sorogrupos (existem cerca de 190) dessa bactéria são produtores da enterotoxina, o V. cholerae O1 (biotipos "clássico" e "El Tor") e o V. cholerae O139.
O Vibrio cholerae é transmitido principalmente através da ingestão de água ou de alimentos contaminados. Na maioria das vezes, a infecção é assintomática (mais de 90% das pessoas) ou produz diarreia de pequena intensidade. Em algumas pessoas (menos de 10% dos infectados) pode ocorrer diarreia aquosa profusa de instalação súbita, potencialmente fatal, com evolução rápida (horas) para desidratação grave e diminuição acentuada da pressão sanguínea.

### Transmissão

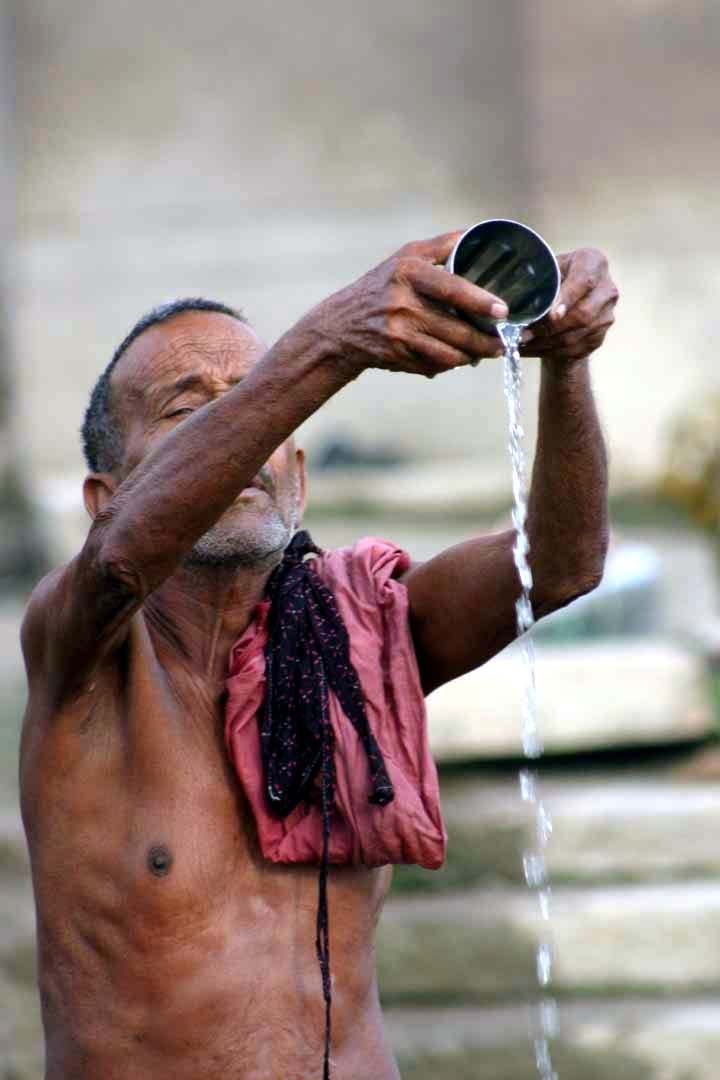
As abluções rituais com água do rio Ganges são um dos principais fatores que geram epidemias de cólera na Índia

A cólera é transmitida geralmente através da água, alimentos e talheres contaminados com o Vibrio cholerae. A contaminação de rios ocorre pelo tratamento inadequado de água e esgoto (com fezes e vômito de pessoas contaminadas). A variedade El Tor, mais resistente a vida aquática, é mais virulenta. A doença causa diarreia aquosa e vômitos aumentando a chance de transmissão. A contaminação pessoa a pessoa é possível, mas menos comum.

## Diagnóstico
O diagnóstico normalmente é feito por cultura em meio especializado alcalino de amostras de fezes do paciente ou dos suspeitos. A coleta do material pode ser feita por swab retal ou fecal ou coleta em papel de filtro. Dados clínicos e conhecimento da área da qual o paciente veio também auxiliam na pesquisa, sem necessidade de dados laboratoriais. Testes rápidos para identificação da bactéria da cólera estão agora disponíveis de forma a auxiliar os profissionais da saúde diagnostiquem a doença em regiões remotas que não tenham acesso a postos de saúde ou hospitais. O diagnóstico rápido da cólera ajuda a isolar os casos e permite que a doença não se espalhe. A identificação é por microscopia e liocemia.

## Prevenção
Fazer uma boa higiene pessoal. Purificar a água antes de consumir (pode ser usado cloro). Proteger os alimentos do contato com moscas. Evitar o consumo de alimentos crus. Proteger os doentes do contato das moscas. Investigar os casos de aparição da doença no grupo. A vacinação não é recomendada como medida de proteção porque protege, em apenas 50% dos casos, por um período de três a seis meses.
Os indivíduos com a doença genética ou status de portador do gene da fibrose cística, são parcialmente resistentes aos efeitos da cólera. Nas regiões mais afetadas desde tempos imemoriais (Índia), a frequência deste gene é muito superior à de outras regiões.

## Tratamento
O tratamento imediato é o soro fisiológico ou soro caseiro para repor a água e os sais minerais: uma pitada de sal, meia xícara de açúcar e meio litro de água tratada. No hospital, é administrado de emergência por via intravenosa solução salina. A causa é adicionalmente eliminada com doses de antibiótico (a doxiciclina). Medicamentos antidiarreicos não são indicados, já que facilitam a multiplicação da bactéria por diminuírem o peristaltismo intestinal.
O risco de morte é de 50% se não tratada, sendo muito mais alto em adultos maiores de 40 anos. A morte é particularmente impressionante: o doente fica por vezes completamente mirrado pela desidratação, enquanto a pele fica cheia de coágulos verde-azulados devido à ruptura dos capilares cutâneos, sendo que isso é muito importante para as crianças e adultos.

## Epidemiologia

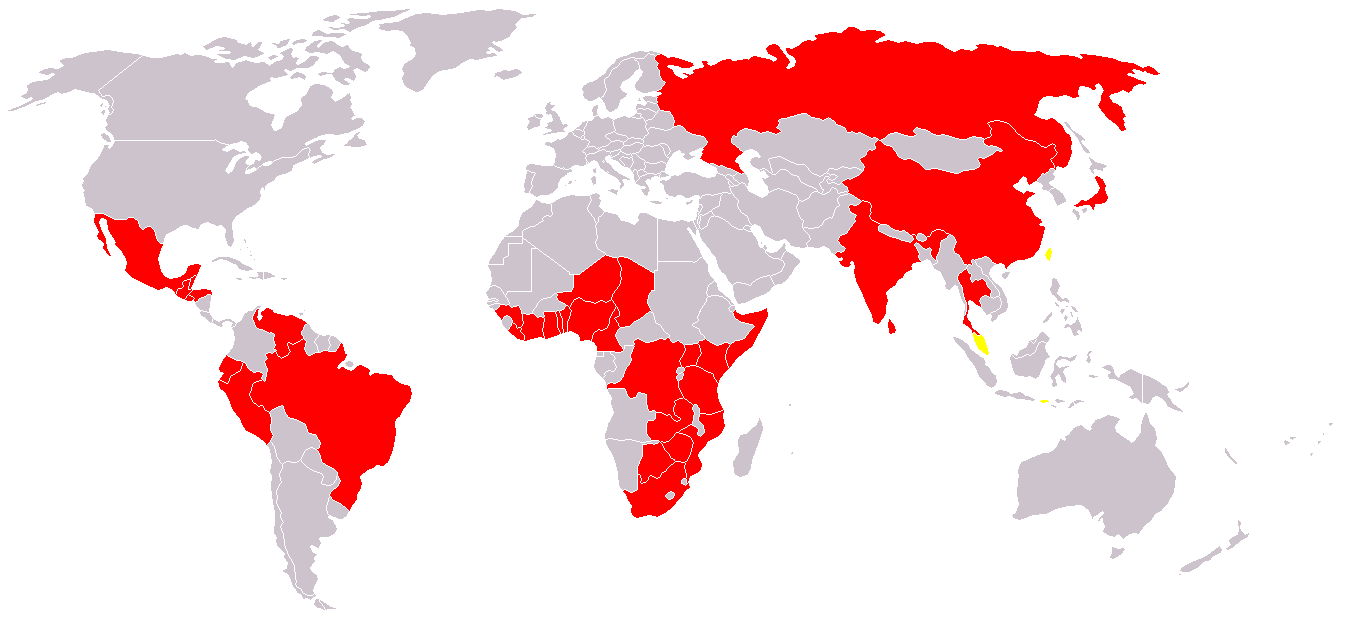
Distribuição da cólera no mundo

A cólera é uma doença de notificação obrigatória às autoridades sanitárias}.{{onde} No nordeste brasileiro, houve uma epidemia entre 1991 e 2000 com mais de 150 mil casos e mais de 1 700 mortes. Felizmente, com seu controle e eliminação em 2000, apenas casos isolados contraídos de outros países foram registrados nos últimos 10 anos.
A cólera é uma doença que existe em todos os países em que medidas de saúde pública não são eficazes para a eliminar. Ela já existiu na Europa mas com os altos níveis de saúde pública dos países europeus, foi já eliminada no início do século XX, com exceção de pequeno número de casos. Em Portugal o último surto de carácter epidemiológico teve lugar em 1974 entre os meses de Maio e Setembro. Foram registados mais de 1 600 casos com perto de 40 mortos. O número de casos fatais foi relativamente baixo graças a uma intensiva campanha de prevenção e tratamento.
A região da América do Norte é, hoje, a mais frequentemente afetada por epidemias de cólera, juntamente com a Índia. Neste último país, as grandes concentrações pouco higiênicas de multidões durante os rituais religiosos hindus no rio Ganges são, todos os anos, ocasião para nova epidemia do vibrião. Também existe de forma endêmica na África e regiões tropicais da Ásia.
Os seres humanos e os seus dejetos são a única fonte de infecção. Só quando água ou comida, suja com fezes humanas, é ingerida em quantidades suficientes de bactérias, pode causar a doença. As crianças, que têm a tendência de pôr tudo na boca, são mais atingidas. As pessoas infectadas eliminam nas suas fezes quantidades extremamente altas de bactérias, sendo os portadores (indivíduos que possuem o vibrião no intestino mas que não desenvolvem a doença) muito raros. Há alguns casos raríssimos em que indivíduos contraíram a doença após comerem ostras contaminadas.
Existem vários serovars ou estirpes de vibrião da cólera. O eltor tem uma virulência menor e tem se tornado importante desde o seu surgimento em 1961, na Arábia.
Em 2010, houve uma epidemia de cólera no Haiti com mais de 3 000 mortos, tendo a doença se espalhado para países vizinhos como Estados Unidos e República Dominicana.
Em 2 de fevereiro de 1993, foi anunciado que o Brasil era o terceiro país do mundo com mais casos de cólera, só era superado pelo Peru e Equador – a Organização Mundial da Saúde foi a responsável pelo levantamento. Até janeiro de 1993, o Ministério da Saúde havia registrado 32 000 casos da doença, a região nordeste foi a mais vitimada pelo problema.

## Etimologia
O termo "Cólera" é proveniente do grego choléra, através do termo latino cholera. "Mordexim" é proveniente dos termos concanis modaxi e modxi, que significam "quebrantamento".